# 风林火山 (小说)
《风林火山》是日本作家井上靖的一部历史小说，最初于1953年（昭和28年）至翌年12月在《小说新潮》上进行连载，共15回。1955年由新潮社出版了单行本。小说主要以日本战国时代甲斐国武田信玄的军师山本勘助作为主角，將其敘述為一個滿口謊言的反英雄，该作品后来被多次改编为影视作品。
记叙了山本勘助从最初利用手段透過板垣信方仕官於武田信玄，到最后第四次川中岛之战中失败战死的故事。